# Коническая проекция

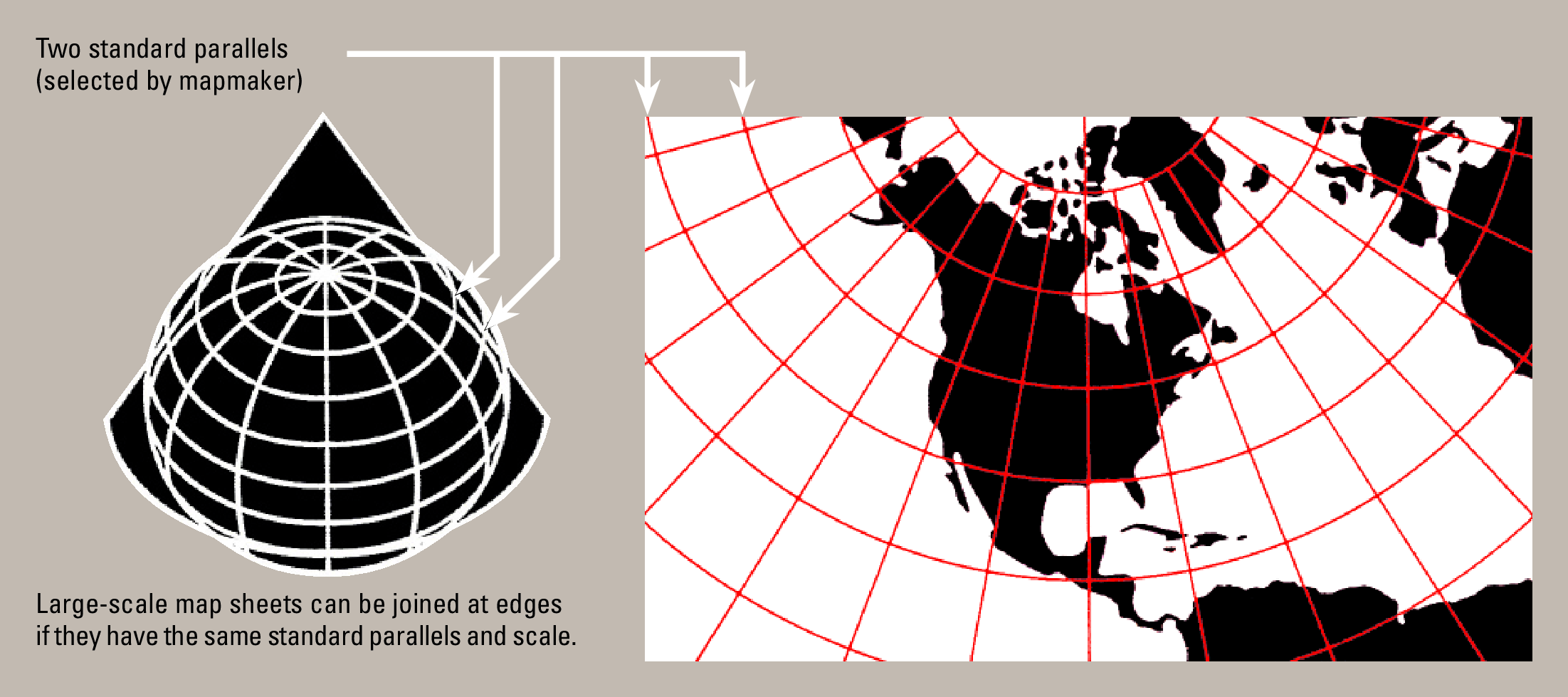
Схема построения карты Северной Америки в конической проекции.

Коническая проекция — один из видов картографических проекций.
В конической проекции изображение строится на боковой поверхности конуса, секущего земной шар по двум параллелям или касательного к нему. Вершина конуса лежит на продолжении земной оси.
Параллели нормальной сетки являются дугами концентрических окружностей, а меридианы — их радиусами, углы между которыми пропорциональны соответствующим разностям долгот.
Искажения не зависят от долготы.
В равноугольной конической проекции меридианы сетки растянуты в такой же степени, в какой растянуты её параллели.